# نينا س. يونغ
نينا س. يونغ (بالإنجليزية: Nina C. Young) هي ملحنة أمريكية، ولدت في 1984 في ناياك في الولايات المتحدة.

## وصلات خارجية
- نينا س. يونغ على موقع IMDb (الإنجليزية)
- نينا س. يونغ على موقع ميوزك برينز (الإنجليزية)